# Sidi M'Hamed Dalil
Sidi M'Hamed Dalil  (in arabo سيدي امحمد دليل‎?) è un centro abitato e comune rurale del Marocco situato nella provincia di Chichaoua, regione di Marrakech-Safi. Conta una popolazione di 5 684 abitanti (censimento 2014).